# Association for Peace and Development in Africa
L'Association for Peace and Development in Africa est une association qui a pour but de promouvoir la paix et le développement en Afrique.
Elle est basée à Douala au Cameroun et a été reconnue suivant la décision préfectorale no 205/RDDA/C19/BAPP.
Elle est affiliée à la Commission Nationale des Droits de l'Homme et des Libertés et est membre partenaire du Conseil National de la Jeunesse.

## Missions fondamentales
- Promouvoir l’éducation, la paix, la non-violence, les valeurs humaines et les droits civiques
- Œuvrer pour une meilleure protection et éducation de l’enfance,
- Faciliter des échanges culturels entre les communautés locales ou du monde
- Promotion des projets civiques et citoyens des jeunes

## Activités courantes
- La promotion des gouvernements d'enfants en milieu scolaire primaire pour cultiver le sens de leadership de l'enfance et promouvoir l'École participative
- La promotion des clubs UNESCO pour renforcer la culture de la non violence et des valeurs en milieu scolaire secondaire
- La promotion de la paix, des valeurs et des droits civiques
- L'engagement pour une meilleure protection de l'enfance
- L'engagement pour le respect des droits fondamentaux de l'enfance
- L'engagement contre le racisme et toutes formes de discrimination à travers la promotion de la diversité, de la tolérance et de l'acceptation de l'autre
- L'engagement pour le respect de la dignité humaine